# دوگانه جعلی
مغالطه ذوالحدین جعلی یا معمای غلط یا قیاس دو حدی جعلی مغالطه‌ای است که در آن شخص تنها حالت‌های ممکن را آن‌هایی بداند که خود بیان کرده‌است درحالی‌که حالت‌های دیگری هم متصور باشند. ذوالحدین جعلی یا دروغین از لحاظ شکل و صورت مانند قیاس ذوالحدین است، اما آنچه آن را تبدیل به یک مغالطه کرده‌است این است که یکی از مقدمات آن نادرست است؛ مثلاً ممکن است رابطه شرطی میان مقدم و تالی وجود نداشته باشد یا ترکیب فصلی منحصر به موارد مذکور نباشد. به عبارت دیگر، در این مغالطه ادعا می‌شود که این عوامل دارای این نتایج هستند و چون او ناگزیر به برگزیدن یکی از عوامل می‌باشد، باید یکی از نتایج را بپذیرد؛ در حالی که او ناگزیر به برگزیدن یکی از عوامل نیست یا آن عوامل لزوماً آن نتایج را نمی‌دهد.
- مثالی معروف در این مغالطه، سخن مادری‌است در یونان باستان به فرزندش:

پسرم! وارد جهان سیاست نشو؛ زیرا اگر راست بگویی، مردم از تو منزجر می‌شوند و اگر دروغ بگویی، خدایان از تو روی‌گردان. تو چاره‌ای نداری جز این که راست بگویی یا دروغ بگویی؛ پس یا مردم از تو منزجر می‌شوند یا خدایان از تو روی‌گردان.
منطق‌دانان برای برخورد با این مغالطه چندین راه پیش‌نهاد کرده‌اند:
- گرفتن دو شاخ: یعنی تقسیم‌بندی را بپذیرد؛ اما نتایج را رد کند (رابطه شرطی را نفی کند) و در مثال بالا بگوید:

چنین نیست که مردم به جهت راست‌گویی از من منزجر شوند؛ بلکه احترامم بیشتر می‌شود
- عبور از میان شاخ‌ها: یعنی نشان دهد که راه‌های موجود برای انتخاب، بیش از موارد تعیین‌شده‌است؛ برای نمونه در مثال بالا بگوید:

می‌توانم گاهی راست بگویم و گاهی دروغ یا در جهان سیاست به کاری بپردازم که نیازی به سخنوری نداشته باشد.
- زیر و رو کردن مغالطه: در این صورت جواب، مغالطه از راه مغالطه خواهد بود؛ و با همان مقدمات به نتیجه عکس خواهد رسید. مغالطه‌ای که در جواب ذوالحدین جعلی می‌آید، باید حتماً ذوالحدین جعلی باشد؛ در داستان بالا نیز پسر در پاسخ مادر گفت:

مادرم! من وارد جهان سیاست می‌شوم؛ زیرا اگر دروغ بگویم، مردم از من خشنود می‌شوند و اگر راست بگویم، رضایت خدایان را به دست آورده‌ام؛ من چاره‌ای ندارم جز این که یا راست بگویم یا دروغ، پس یا مورد خشنودی مردم می‌باشد یا مورد رضایت خدایان.

## نمونه‌های دیگر
«کارشناس: من فکر نمی‌کنم تو این مسابقه تیم فوتبال یوونتوس برنده بشه.
مجری: پس فکر می‌کنید تیم یوونتوس با چه نتیجه‌ای می‌بازه؟»
دلیلی وجود ندارد که اگر تیم یوونتوس برنده نشود، حتماً می‌بازد. نتیجهٔ برابر شدن یا حتی ناتمام ماندن بازی به دلایل گوناگون فراموش شده‌است.
پروتوگوراس، سوفیست مشهور با جوانی قرارداد بست تا به او فن خطابه و جدل و سفسطه بیاموزد و قرار شد دستمزد او وقتی داده شود، که آن جوان در یک دادگاه به عنوان مدافع از یک مجرم موفق شود و بتواند رای دادگاه را آن طور که خود می‌خواهد تعیین کند. پس از آن که پروتوگوراس همه آداب و مهارت‌های مربوط را به جوان آموخت؛ جوان از پرداخت دستمزد سرباز زد و کار به دادگاه کشید. در دادگاه ابتدا پروتوگوراس اقامه دعوا کرد:
«اگر دادگاه به نفع من حکم صادر کند که جوان باید دستمزد مرا بپردازد، اما اگر دادگاه ادعای جوان را بپذیرد و به نفع او حکم صادر کند، این امر نشانه موفقیت او در دادگاه است و بنابر قرارداد، باید جوان دستمزد مرا بپردازد؛ بنابراین دادگاه چه به نفع من و چه به ضرر من حکم کند، این جوان باید دستمزد مرا بپردازد»
آن جوان نیز ک شاگرد خوبی بود اینگونه دفاع کرد:
«اتفاقا در هیچ صورت نباید پول بپردازم، زیرا اگر دادگاه به نفع من حکم صادر کند که خوب، به نفع من حکم کرده و از دادن پول تبرئه می‌شوم، اما اگر در دادگاه به نفع پروتوگوراس حکم شود، بدین معناست که من نتوانستم در اولین جلسه دفاعیه پیروز شوم؛ یعنی هنوز فن خطابه را نیاموختم و مطابق قرار داد نباید پولی به پروتوگوراس بپردازم، پس، دادگاه چه به نفع من و چه به ضرر من حکم کند، در هیچ صورت نباید پولی بپردازم»